# Charles-Auguste-Esprit-Rose Blutel
Charles-Auguste-Esprit-Rose Blutel, né le 29 mai 1757 à Caen (Calvados), mort le 1er novembre 1806 à Anvers (Belgique), est un homme politique français.

## Biographie
Avocat et juge de paix à Rouen, il est élu dixième député sur seize du département de la Seine-Inférieure à la Convention nationale. Il siège dans les rangs de la Plaine. Il vote la détention puis le bannissement lors du procès de Louis XVI. Il est absent au vote sur la mise en accusation de Marat et sur le rétablissement de la Commission des Douze.  
Sous la Convention thermidorienne, entre fin brumaire et début messidor an III, Blutel est désigné représentant en mission dans les ports de Bayonne, de Bordeaux, de La Rochelle et de Rochefort,.  
Il passe au Conseil des Cinq-Cents le 23 vendémiaire an V. Il démissionne le 14 ventôse an V et devient régisseur général des douanes puis directeur, à Rouen et à Anvers.

## Sources
- « Charles-Auguste-Esprit-Rose Blutel », dans Adolphe Robert et Gaston Cougny, Dictionnaire des parlementaires français, Edgar Bourloton, 1889-1891 [détail de l’édition]